# Carnevale di Borgosesia

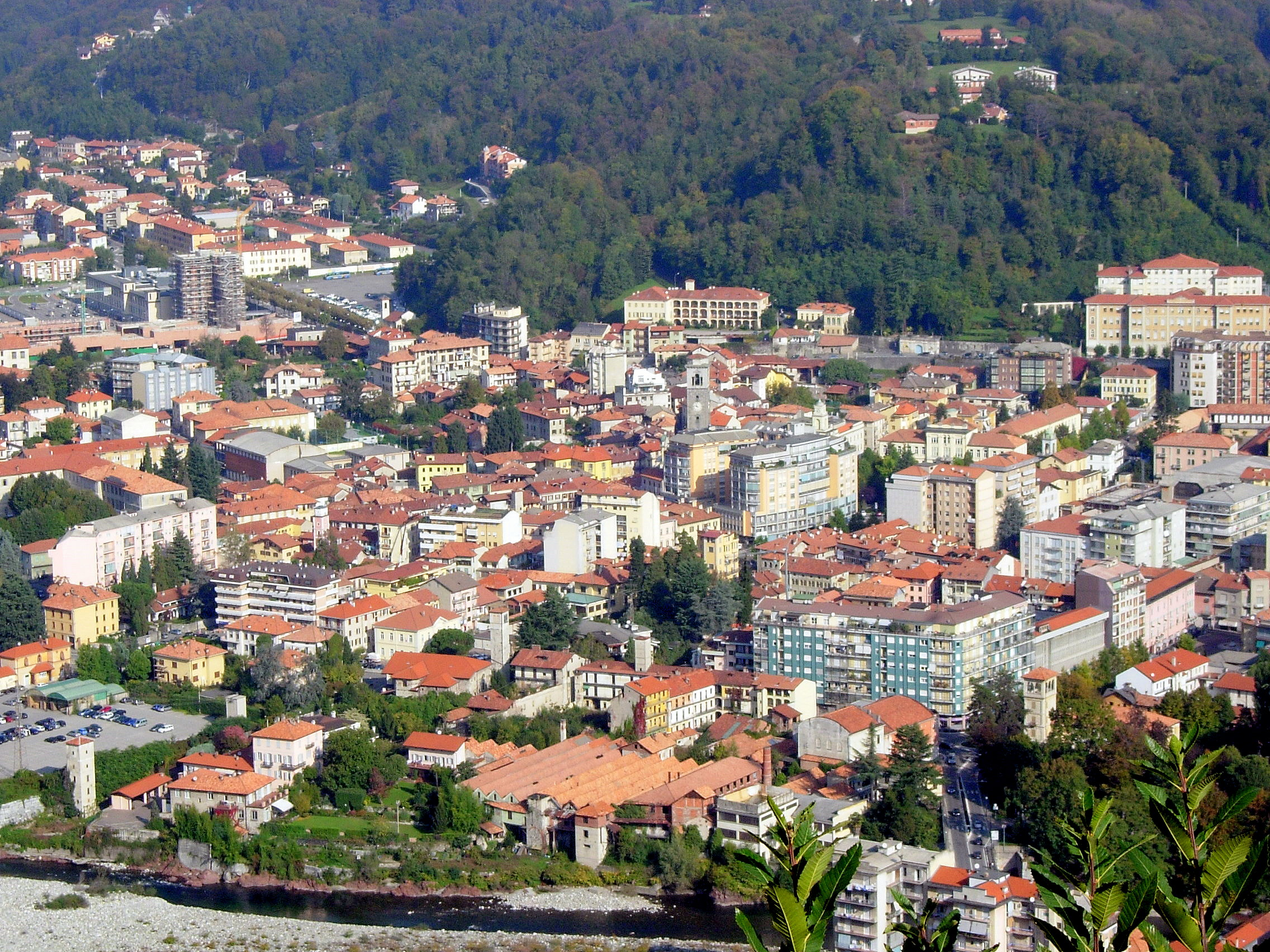
La città di Borgosesia

Il Carnevale di Borgosesia è uno dei più antichi della Valsesia, dato che la prima manifestazione venne organizzata nel 1854.

## La manifestazione
Il primo carnevale ufficiale di Borgosesia venne organizzato nel 1854 e da allora prosegue, sia pure dopo alterne vicende, ancor oggi.
Si tratta in effetti di uno dei carnevali storici italiani, prolungandosi per un arco di 3-4 settimane con manifestazioni gastronomiche e balli in maschera, giornate dedicate ai bambini e, soprattutto, con tre sfilate di carri allegorici che animano il centro cittadino per tre domeniche successive.
Le maschere del paese sono molteplici e nate in epoche diverse, ma le principali sono certamente Peru Magunella e Gin Fiammàa: una sorta di capi spirituali del carnevale della città, la quale durante le manifestazioni viene chiamata Magunopoli.
L'intera organizzazione di tali eventi sono affidati ad un apposito comitato che porta avanti da oltre un secolo questa tradizione.

## Il mercu scûrot
Nell'ambito delle manifestazioni carnevalesche, merita una particolare citazione un evento unico in Europa: il cosiddetto Mercu Scûrot (letteralmente in lingua piemontese Mercoledì oscuro), ovvero il Mercoledì delle Ceneri.

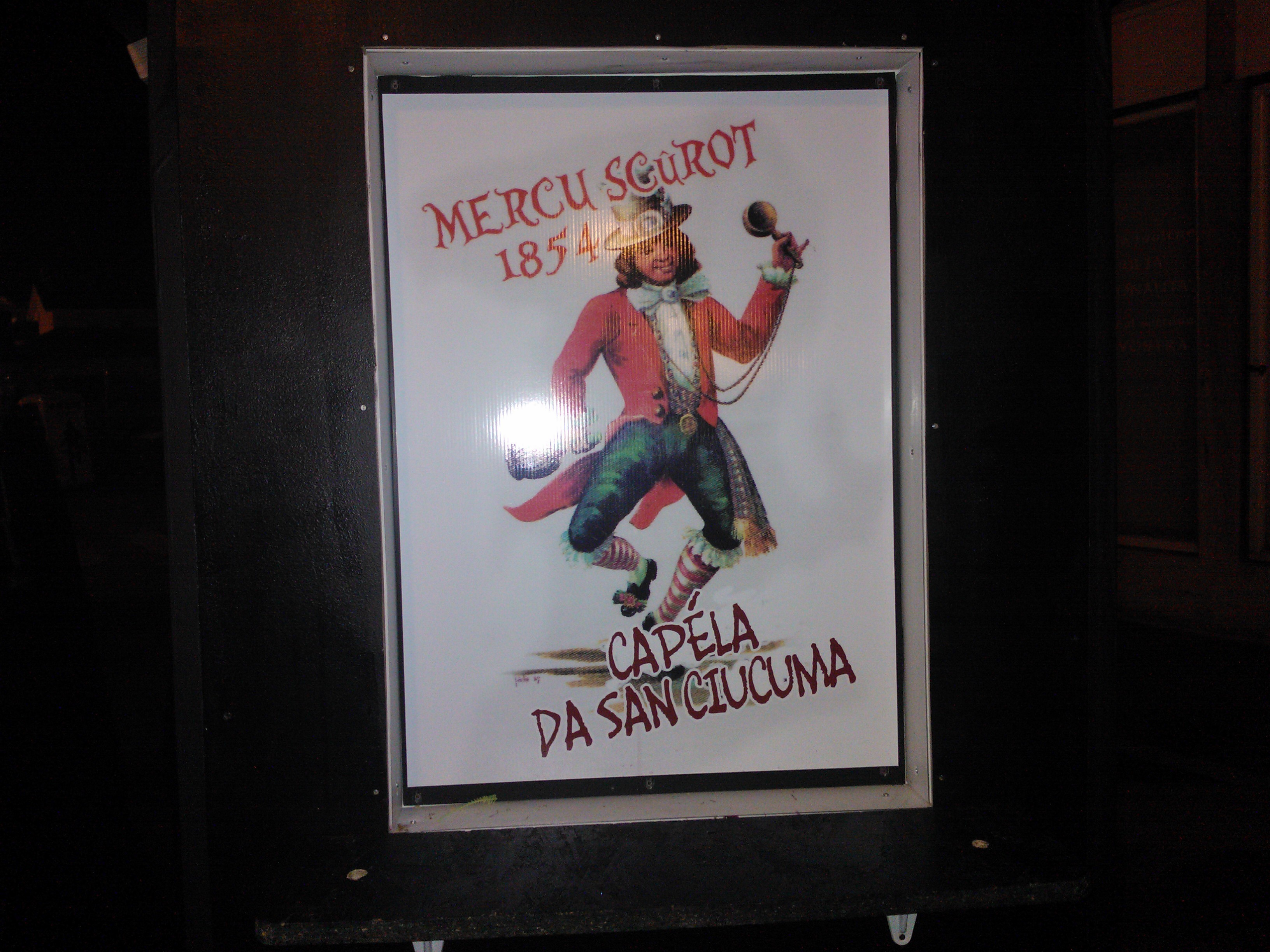
Una cappella del corteo del Mercu scurot dedicata al Santo dei bevitori

Mentre tutti gli altri carnevali di rito romano terminano con il Martedì grasso, il carnevale borgosesiano vive il suo atto conclusivo nel primo giorno di Quaresima, per inscenare con un lungo corteo una sorta di funerale del carnevale stesso.
Secondo la tradizione, la manifestazione ha avuto origine nello stesso anno in cui è stato organizzato il primo carnevale di Borgosesia: al termine della manifestazione un gruppo di dirigenti e tecnici tedeschi residenti ad Aranco, impegnati in un lanificio fondato pochi anni prima dai fratelli milanesi Antongini e dall'alsaziano Chumachen, primo nucleo della futura Manifattura Lane Borgosesia, non si rassegnarono alla fine delle feste e decisero, capitanati da tale Bomen, la mattina del Mercoledì delle Ceneri, di celebrare il funerale del carnevale.
Apprestarono quindi una finta bara su un carro e, seguendo il carro vestiti con gli abiti eleganti usati all'epoca in simili circostanze (solitamente un frac), improvvisarono un corteo funebre per il paese, con opportune soste in tutte le osterie incontrate sul percorso. In mano tengono in mestolo (in piemontese casul) di legno che, viene riempito di vino. I principali piatti che vengono serviti ai partecipanti sono la buseca e il tapolòn.
Ancor oggi i partecipanti si ritrovano la mattina del Mercoledì delle Ceneri vestiti di tutto punto : frac, gala (un grosso farfallino bianco di garza), cilindro e mantella. Accessorio indispensabile è il cassù, un mestolo di legno utilizzato per bere il vino che viene distribuito in apposite postazioni dislocate lungo il percorso del corteo. Dopo il pranzo (spesso a base di fagiolate), i cilindrati  (così vengono definiti i partecipanti alla manifestazione) iniziano un giro della città che si conclude soltanto a sera inoltrata con la lettura del Testamento del Peru Magunella, maschera cittadina, il rogo propiziatorio del pupazzo che raffigura la maschera ed uno spettacolo di fuochi artificiali.
Tuttavia a causa della crisi si è dovuto attuare un taglio dei costi, che ha visto il rito dei fuochi artificiali ridimensionarsi: fino al 2011 essi consistevano infatti a dei fuochi di tipo piromusicali, cioè uno spettacolo pirotecnico a ritmo di una musica di sottofondo, in cui 5 brani si alternavano dando alla manifestazione un maestoso spettacolo finale invidiabile da quasi tutte le manifestazioni carnevalesche. L'edizione 2012 è stata la prima caratterizzata da uno spettacolo pirotecnico, quindi privo della base musicale. L'edizione 2013 si è chiusa con il testamento del Peru, senza nessuno spettacolo pirotecnico. La scelta è stata aspramente criticata dai partecipanti tanto che dal 2014 si è ripresa l'usanza dei fuochi artificiali.
È uso comune scrivere "mercu scûrot" e anche gli stendardi ufficiali usano questa dicitura anche se il dizionario del dialetto Valsesiano del Tonetti scrive mercu scurott senza accenti e con la doppia T finale, visto come si pronuncia e come viene scritto nel dizionario pare che il modo più corretto sia "mercu scûrott" ma trattandosi di dialetto non vi è assoluta certezza.